# Internetový román na pokračování
Internetový román na pokračování je nový literární útvar, který se děje výhradně v rámci globální sítě internet. Zejména v posledních letech, kdy se internet stává součástí každodenního života, se slavní spisovatelé (i neslavní) spisovatelé snaží publikovat své články na internetu.
Zmínit se dá např. Walter Kirn, který aktivně svým fanouškům předkládá kapitoly v rámci internetových stránek. Jeho techno thriller Aktivní anděl se dokonce dočkal knižního vydání a to i v České republice. Zmínit se musí i Stephen King, který se po roce 1999 pokoušel o to samé, někdy s větším a mnohdy s menším úspěchem.
Principem románu na pokračování je jeho častá aktualizace a globální dostupnost. Spisovatel (samozřejmě pod podmínkou dobrého marketingu) nejenže své dílo exhibuje před statisíci uživateli, nicméně dostává od nich téměř okamžitou zpětnou vazbu.
Prvním příkladem takového českého internetového románu na pokračování je pravděpodobně nedopsaná Vulpes Caerulea Patrika Stacha, Flotila Země (vyšla posléze knižně) nebo Příběh strýčka Martina psaný zřejmě anonymně Milošem Urbanem. Tento román vychází od září 2007.

## Kolektivní internetový román na pokračování
Zvláštním směrem internetového románu na pokračování je jeho kolektivně psaná verze, kdy na tvorbě románu na pokračování se podílí více autorů, zpravidla čtenářů, přičemž každý z nich napíše svoji verzi následující kapitoly. Záleží na způsobu výběru další kapitoly, jak kvalitní výsledné dílo bude. I zde se často používají kolektivní mechanismy výběru – například hlasování čtenářů, méně často pak odborná porota.
Tento druh tvorby má samozřejmě své přednosti, ale i zápory. Na straně kladů bychom mohli uvést fantazii obřích rozměrů, vodopád nových nápadů (to, co jeden nevymyslí, druhý rovnou napíše), zviditelnění extrémně nadaných autorů, u záporů bychom hledali nutnost rozhodčího, který bude určovat nejlepší „pokračovací“ kapitolu, spam, udržení kontinuity, motivace… řada románů na pokračování ostatně zůstane nedopsána.
Prvním úspěšně ukončeným kolektivním dílem v Česku byl Román na pokračování podporovaný knihkupectvím Neoluxor. Poslední jeho kapitola byla zveřejněna 23. listopadu 2009. Na Slovensku existuje projekt Slovensko píše román Archivováno 9. 6. 2009 na Wayback Machine. zaštítěné elektronickým knihkupectvím Martinus.
Dalším pokusem je Blogový román Archivováno 25. 8. 2011 na Wayback Machine. spuštěný na portálu iDNES pod patronací Michala Viewegha 3. srpna 2009.